# Museo do Papel di Pescia
O Museo do Papel di Pescia em Pescia (Toscana, Itália) é o único museu na Toscana que registra documentos, protege e transmite ao público a arte do papel artesanal. Seu objetivo é preservar a antiga arte de processar e fabricar papel artesanal e aumentar a consciência da importância e evolução da produção de papel .
Inaugurado em 1996 por entidades e empresas públicas e privadas que fazem parte da Associação do Museu de Papel Pescia Onlus, tem sua sede no século XVIII Cartiera Le Carte, adquirida em 2003 por tal Associação. Em 2021 o Museu foi reconhecido como um Museu de Relevância Regional pela Região da Toscana e foi incluído na Rede Nacional de Museus .

## Descrição
O museu conserva cerca de 7.000 peças, incluindo formas de filigrana de papel, ceras de filigrana, punções, folhas de metal e carimbos  e 600 metros lineares de documentos relativos às antigas fábricas de papel Magnani de Pescia , que compõem o Arquivo Histórico Magnani.
Faz parte da Via della Carta na Toscana, um projeto que visa estabelecer um amplo sistema de arqueologia industrial de papel espalhado nas províncias de Lucca e Pistoia, realizado em colaboração com o distrito de papel de Lucca.

## Percurso de museu
O primeiro, segundo e terceiro andares estão atualmente em restauração (novembro de 2021) e serão abertos ao público quando as obras estiverem concluídas.

### Térreo

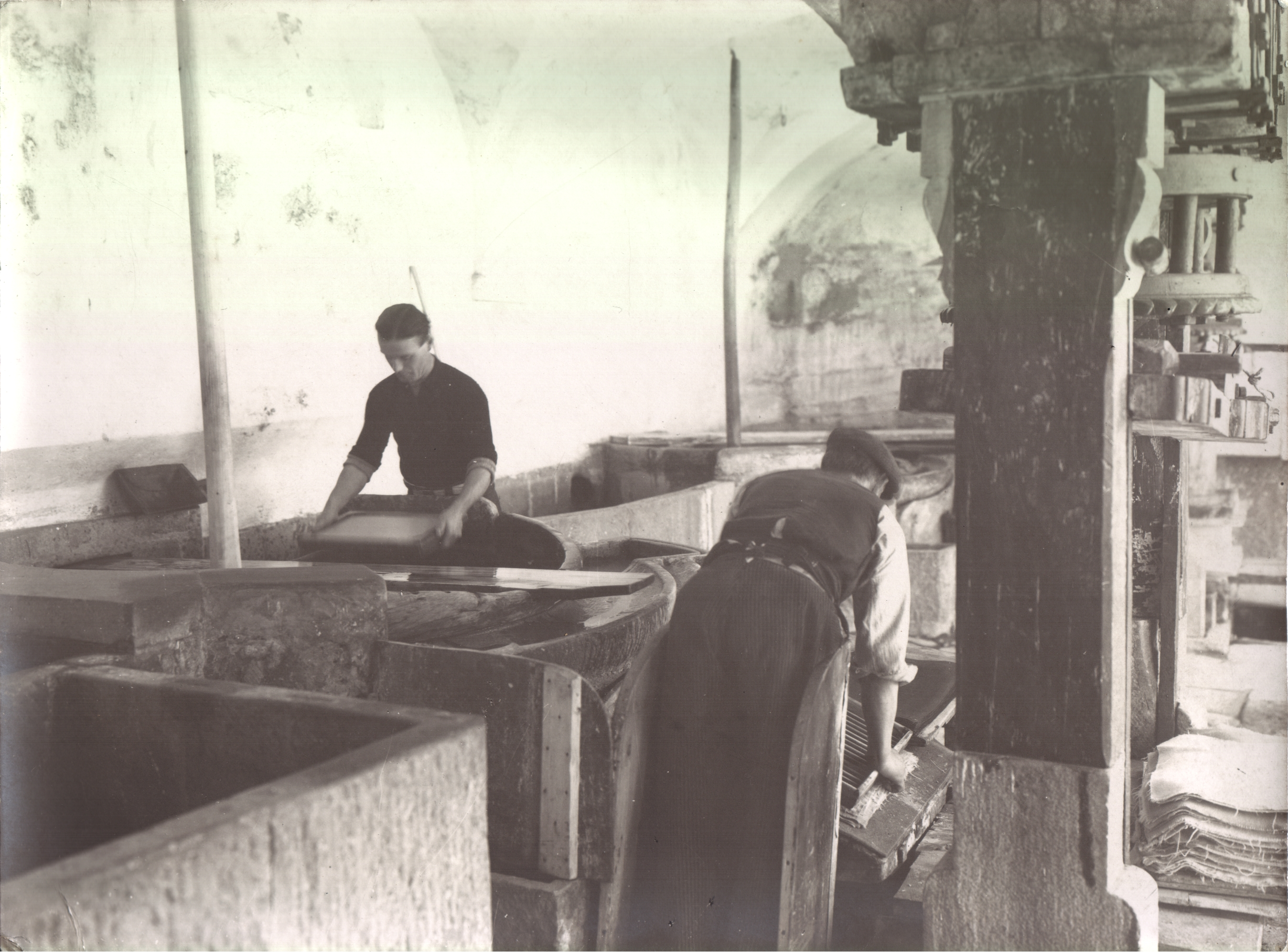
Sala dei tini. Primeiras décadas do sèculo XX

No térreo há uma grande sala com cofres transversais onde as fases de processamento que utilizavam energia hidráulica foram anteriormente alocadas. Na primeira sala multimídia, uma estação touch screen e uma reconstrução em escala tridimensional do edifício permitem visitar toda a fábrica de papel; alguns vídeos mostram todas as fases de processamento relacionadas à criação do papel feito à mão: desde a chegada dos fardos de trapos até resmas de papel; uma voz narrando segue as imagens com trechos do livro de Carlo Magnani, Memórias de um fabricante de cartões. Uma segunda estação de tela tátil permite descobrir as coleções do museu.

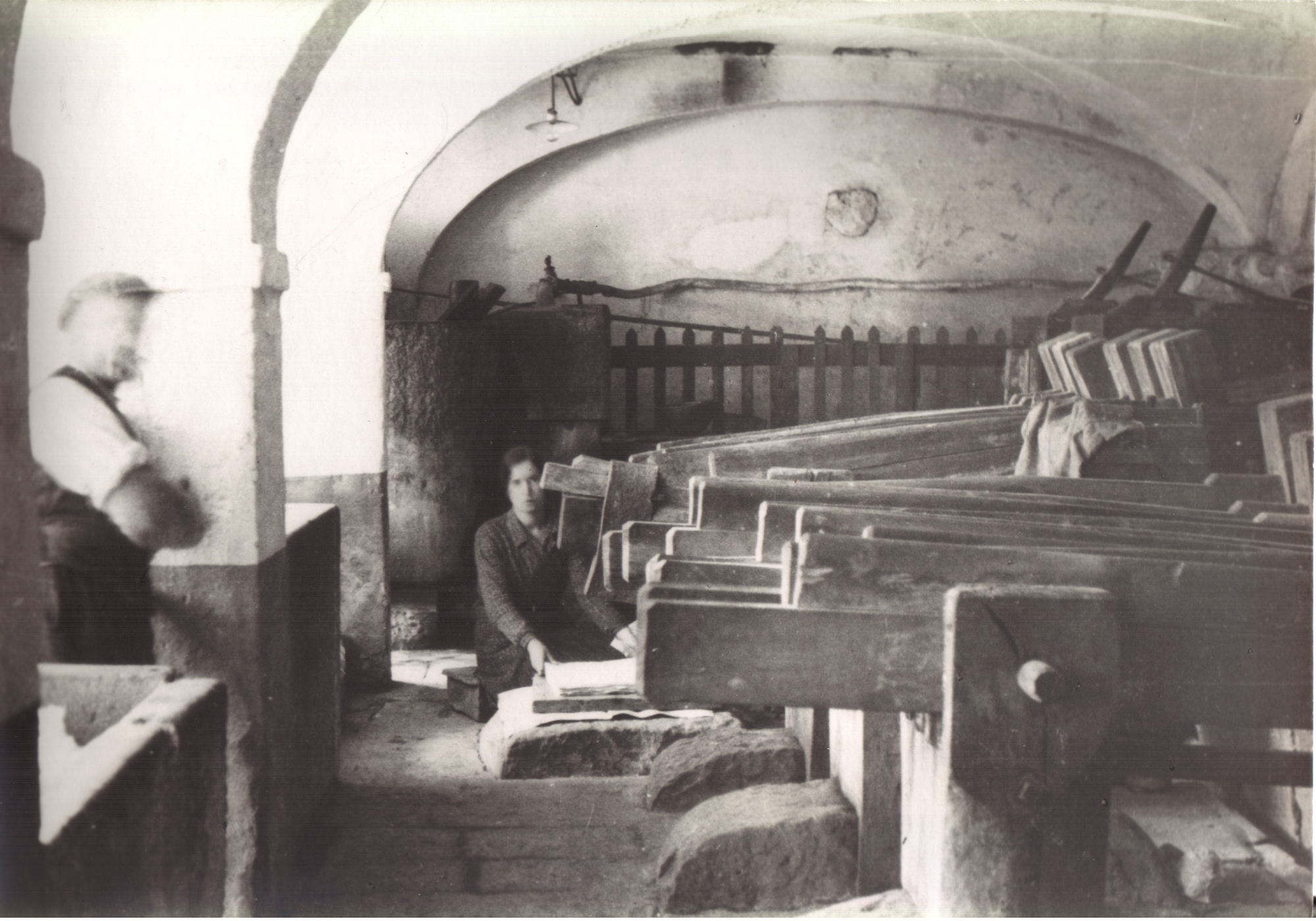
Sala delle pile a maglio. Início do século XX

O passeio continua na restaurada Sala dei Tini, onde é possível testemunhar a criação do papel feito à mão pelos mestres papeleiros da Empresa Carlo Magnani Pescia; em seguida, seguir para a Sala delle Pile a maglio; finalmente, visitar a Sala delle Filigrane do arquivo histórico Magnani, onde uma seleção de formas de papel com marca d'água é exposta.

### Primeiro andar
Aqui encontramos a Bottega, o lugar onde o papel costumava ser deixado para descansar e onde todos os trabalhos de montagem eram realizados: desde a seleção até a realização das resmas e depois a dobra do envelope.

### Segundo andar
Esta parte do edifício foi reservada para os apartamentos dos trabalhadores que moravam dentro da fábrica de papel. Uma vez recuperados, os espaços abrigarão o depósito visitável das coletas permanentes.

### Terceiro andar
Esta parte do edifício, equipada com "janelas" características com fechamentos ajustáveis, é chamada de spanditoio; foi usada para secar as folhas de papel feitas. O spanditoio abrigará uma sala de conferências, uma sala de educação e espaços para exposições temporárias.

## Cartiera Le Carte

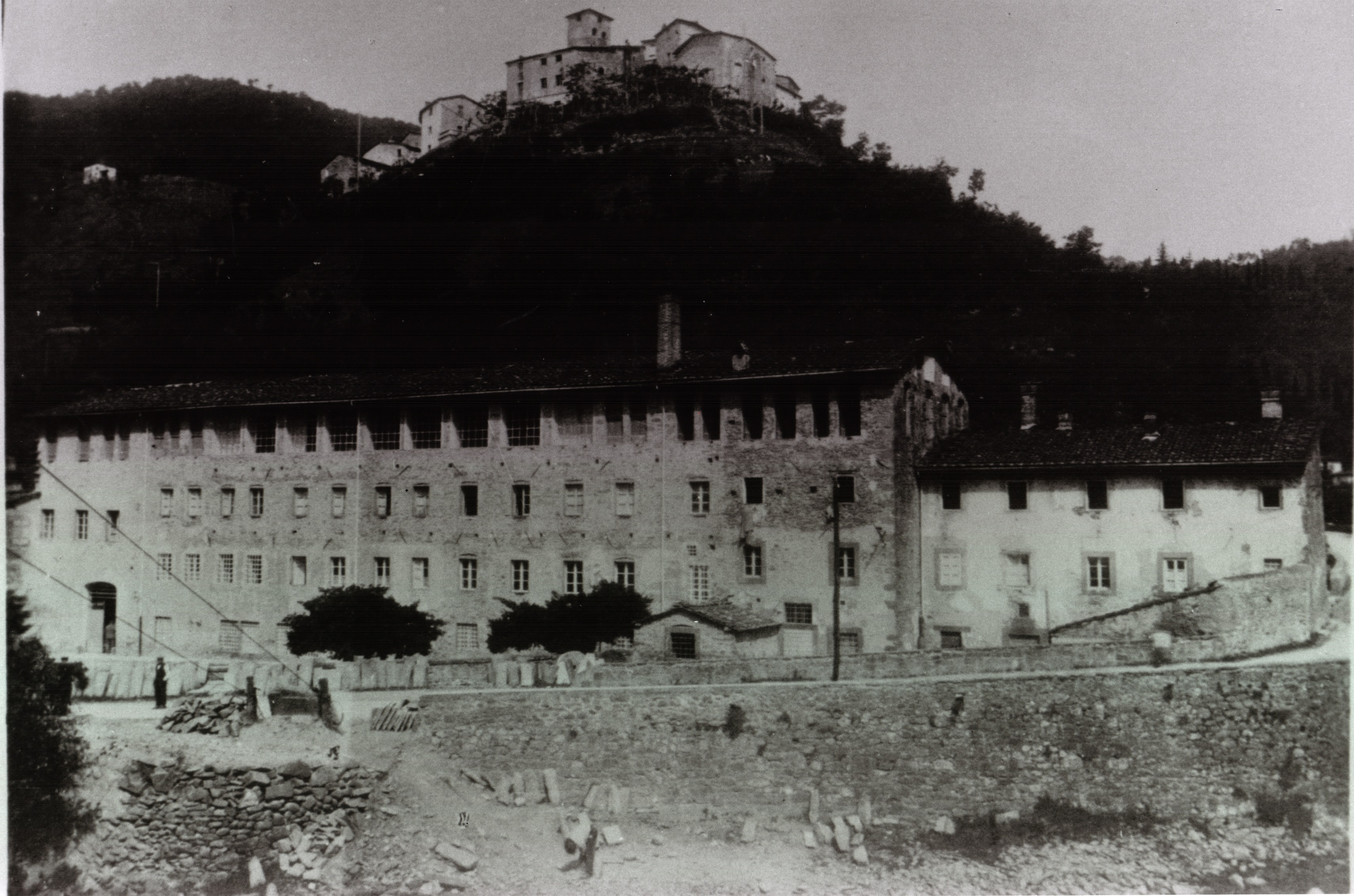
Cartiera Le Carte em 1929

A antiga fábrica de papel, chamada Le Carte, é um dos mais importantes monumentos da arqueologia industrial da área. Ela é representativa do modelo típico de desenvolvimento da fabricação de papel Genoese-Toscana na Idade Média e de toda a era moderna, tanto no que diz respeito à localização, quase no centro do "distrito do papel" do riacho Pescia, tanto para os cânones arquitetônicos, quanto para o equipamento antigo que ainda conserva.
Construído em 1712, foi ampliado em 1725 pela família Ansaldi, que o vendeu a Agostino Calamari em 1825. Em 1860 foi então comprado pela família Magnani e continuou a produzir papel feito à mão até 1992.

### Restauração
Após a aquisição do edifício, a Associação dos Museus de Papel de Pescia Onlus lançou um projeto de renovação dos espaços para preservar os aspectos históricos e permitir o funcionamento do museu. As obras prevêem a divisão da fábrica de papel em três áreas:
- a ala oeste, cuja restauração já foi concluída, abriga o Arquivo Histórico Magnani;
- a ala central abrigará o museu com toda a maquinaria utilizada no processamento e produção de papel e as cerca de 7000 peças que compõem as coleções;
- a ala leste abrigará a entrada do museu, a bilheteria, a loja e os escritórios.

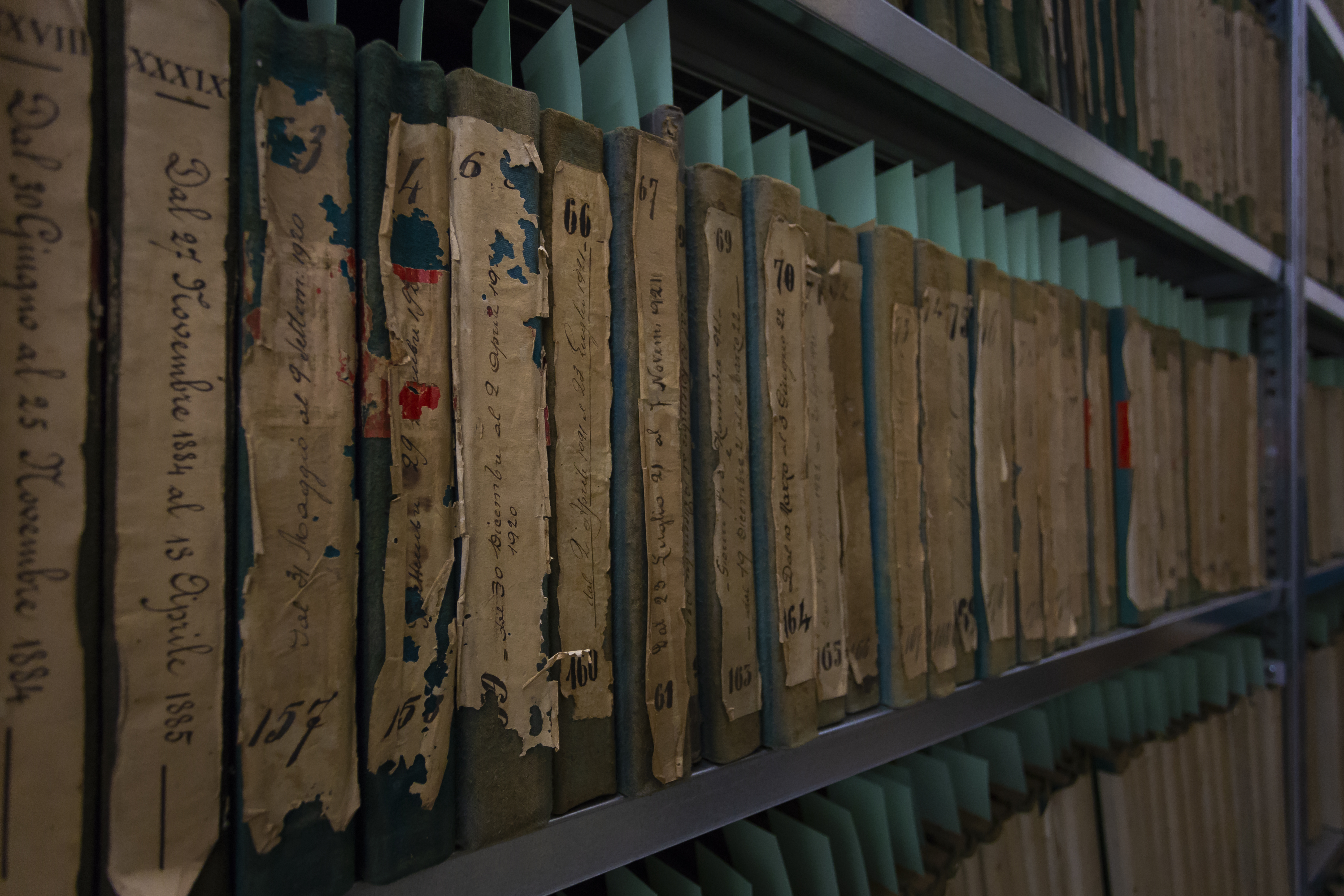
Arquivo Histórico Magnani

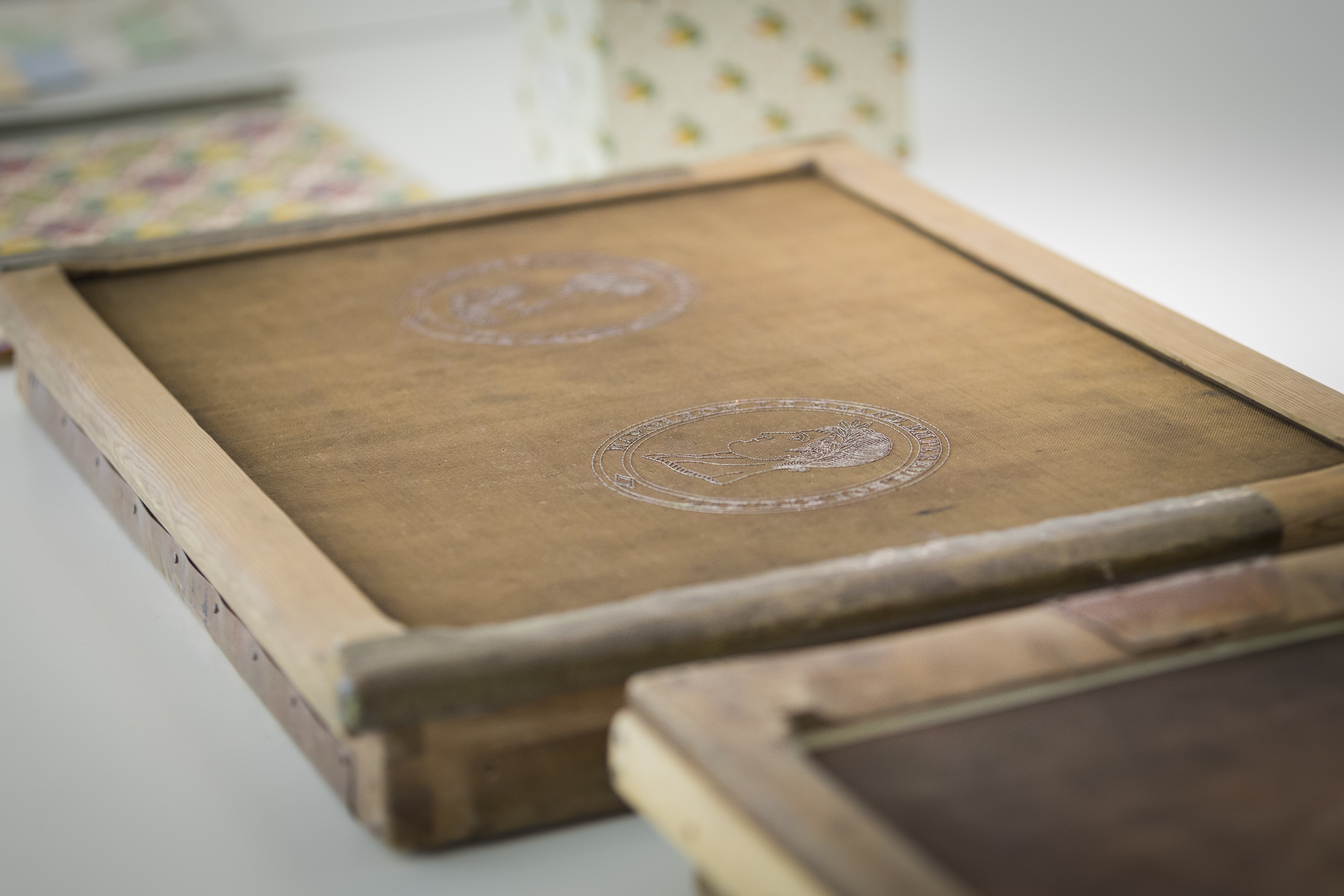
Arquivo Histórico Magnani. Marcas d'agua

## Arquivo Histórico
O arquivo foi colocado em 2016 na primeira ala restaurada do edifício. Ele abriga os documentos históricos da empresa Magnani entre o século XVIII e os primeiros anos do século XXI; entre eles os documentos pessoais, registros da empresa, textos e papéis de Carlo Magnani. Através desta documentação foi possível reconstruir a atividade histórica da fábrica de papel e os vínculos empresariais da empresa Magnani com outras indústrias na Itália e no exterior . O arquivo está atualmente (2021) em fase de ordenação.

## Impresa Sociale Magnani Pescia Srl
Em 2018, o Museu deu vida à Impresa Sociale Magnani Pescia Srl  que, após uma mudança intergeracional de habilidades, retomou a fabricação de papel com marca d'água estritamente artesanal sob a marca Enrico Magnani Pescia.